# Pronophila australis
Pronophila australis är en fjärilsart som beskrevs av Hayward 1949. Pronophila australis ingår i släktet Pronophila och familjen praktfjärilar. Inga underarter finns listade i Catalogue of Life.